# Beirut (tỉnh)
Beirut (tiếng Ả Rập: محافظة بيروت, Muhāfazat Bayrūt) là tỉnh (muhafazah) của Liban. Đây là tỉnh chỉ gồm một quận và một thành phố là Beirut. Diện tích của tỉnh này cũng không lớn. Tỉnh lỵ của tỉnh Beirut cũng chính là thủ đô Beirut.
Tỉnh Beirut có diện tích 19,8 km² (không tính vùng ngoại ô). Dù nhỏ nhưng đây được xem là vùng quan trọng nhất Liban do ý nghĩa về mặt kinh tế, chính trị, văn hóa và xã hội. Theo truyền thống, tỉnh trưởng Beirut là người theo Chính thống giáo Đông phương Hy Lạp, còn thị trưởng thành phố là người Hồi giáo Sunni. Beirut được xem là một trong những thành phố đa dạng tôn giáo nhất vùng Trung Đông. Có ba triệu người sống trong thành phố và ngoại ô. Khoảng 50% dân số theo Ki-tô giáo (sống tại bắc và đông thành phố), 25% theo Hồi giáo Shi'a (sống tại nam thành phố) và 25% theo Hồi giáo Sunni (sống tại trung tâm và tây thành phố).

## Thành phố
- Beirut